# Три ниндзя: Ответный удар
«Три ниндзя: Ответный удар» — кинофильм.

## Сюжет
Братья отправляются в Японию, чтобы помочь своему дедушке, который угодил в неприятности и больницу. Им приходится столкнуться с местными бандитами и поучаствовать в соревнованиях по восточным единоборствам.